# San Giovanni (pirocorvetta)
La San Giovanni è stata una pirocorvetta ad elica della Regia Marina, già corvetta a vela della Marina del Regno di Sardegna.

## Caratteristiche
Costruita tra il 1848 ed il 1849 per la Marina sarda, la San Giovanni era originariamente una corvetta a vela a batteria coperta. Scafo in legno con carena rivestita di rame ed armamento velico a nave (tre alberi a vele quadre), l'unità non  poteva essere considerata una buona nave: tozza e con scafo troppo alto, aveva qualità nautiche piuttosto mediocri. La corvetta aveva un castello di prua di ridotte dimensioni ed un cassero di poppa. Soluzione piuttosto innovativa era l'adozione di una poppa a pianta ogivale (tondeggiante), più resistente alle cannonate rispetto alla poppa «a specchio» ancora molto diffusa.
L'armamento originario si componeva di ventisei cannoni in ferro ed a canna liscia da 30 libbre, disposti in batteria, ed otto cannoni-obici anch'essi a canna liscia, in ferro e da 30 libbre, collocati in coperta (questi ultimi vennero ridotti a due nel 1852).
Agli inizi del 1861, poco prima del passaggio alla Marina italiana, la San Giovanni era stata inviata nei cantieri francesi di La Seyne-sur-Mer per essere sottoposta a lavori di trasformazione in pirocorvetta ad elica, trasformazione che si pensava potesse migliorarne le scadenti qualità marine. Lo scafo venne allungato, e vennero installate una caldaia (da alimentarsi con 150 tonnellate di carbone) ed una macchina alternativa a vapore che imprimeva ad un'elica bipala (sollevabile durante la navigazione a vela) una potenza di 220 HP (162 kW) nominali, prodotta dalla ditta francese Le Contre.
I risultati della trasformazione risultarono comunque piuttosto deludenti: la nave, con una non elevata velocità massima di 9 nodi, che la rendeva troppo lenta, manteneva pessime caratteristiche nautiche. La trasformazione venne duramente criticata, sia perché ritenuta ormai di scarsa utilità in un periodo in cui entravano in servizio le prime navi corazzate, sia per il suo elevato costo complessivo: 976.158 lire.
In seguito a tali lavori venne sostituito anche l'armamento, ridotto a quattordici cannoni lisci in ferraccio N. 1 da 165 mm (40 libbre) disposti in batteria, e sei cannoni-obici N. 1 da 165 mm, in ferro ed a canna rigata, sistemati in coperta, oltre a quattro piccoli cannoni da 80 mm in bronzo ed a canna rigata, su affusto da sbarco. Nel 1870 l'armamento fu ridimensionato con la rimozione di sei dei quattordici cannoni lisci da 165 mm e dei quattro pezzi da sbarco, nonché la collocazione dei sei cannoni-obici rigati da 165 mm su affusto circolare.

## Storia
Impostata nel 1848 nei cantieri genovesi della Foce per la Marina del Regno di Sardegna, la San Giovanni venne varata il 5 marzo 1849 ed entrò in servizio nel corso dello stesso anno. Entrata in servizio troppo tardi, l'unità non fece in tempo a prendere parte alla prima guerra d'indipendenza, mentre nel 1850 fu a Tunisi.
Nel 1851 la San Giovanni, quale unità di bandiera del contrammiraglio Luigi Courtois d'Arcolliers, svolse una campagna di lunga durata nelle acque del Mediterraneo centrale. L'anno seguente la corvetta, assegnata alla squadra del contrammiraglio Carlo Pellion di Persano, partecipò ad una nuova campagna, anch'essa svolta nel Mediterraneo centrale.
Nella primavera del 1853 la San Giovanni venne inviata a New York, dove trasportò 82 emigrati politici.
Nel 1855-1856, durante la guerra di Crimea, la San Giovanni, al comando del capitano di fregata Alessandro Wright, fece parte della Divisione Navale sarda inviata in Crimea (forte complessivamente di 23 navi di vario tipo, 126 pezzi d’artiglieria e 2574 uomini) e prese parte alle operazioni di tale conflitto, trasportando le truppe del Corpo di Spedizione Sardo in Crimea e le provviste ad esse destinate.
Sul finire del 1860 la nave venne trainata a Tolone e quindi sottoposta a lavori di trasformazione in pirocorvetta nei cantieri di La Seyne-sur-Mer. Il 17 marzo 1861, con la nascita del Regno d'Italia, la San Giovanni venne iscritta nel Quadro del Naviglio della neocostituita Regia Marina, a lavori ancora in corso. Terminati i lavori, la nave entrò effettivamente in servizio nel febbraio 1862, classificata pirocorvetta ad elica di I rango (classificazione poi modificata in pirocorvetta ad elica di I ordine con Regio Decreto del 14 giugno 1863) ed al comando del capitano di fregata Emilio Faà di Bruno.
Tra il 1863 ed il 1864 la pirocorvetta, agli ordini di Faà di Bruno, venne inviata nelle Americhe, per visitare i vari consolati italiani presso diverse nazioni (Stati Uniti, Canada e Brasile). La nave lasciò Genova il 23 febbraio 1863 e, dopo essersi rifornita a Gibilterra tra il 21 ed il 26 marzo, proseguì alla volta di Filadelfia, dove giunse il 20 maggio. Dopo aver sostato brevemente nel Delaware (in questo periodo Faà di Bruno visitò i cantieri ov'era in costruzione la pirofregata corazzata Re d’Italia), la nave ripartì diretta nel golfo del Messico. Dal 18 al 28 luglio 1863 la San Giovanni fu a Pilot Town (vicino a New Orleans), poi, non essendo riuscita a risalire il Mississippi per l'eccessivo pescaggio, riprese il mare e l'11 agosto, navigando contro forti correnti, oltrepassò il canale di Florida. Da lì l'unità proseguì quindi verso nord, in direzione del Canada, e l'8 settembre si ormeggiò nella rada di Douglas, alle foci del San Lorenzo. Nel corso del viaggio in acque canadesi e settentrionali la pirocorvetta raggiunse anche la Baia di Baffin, dove fu la prima nave italiana ad entrare. Dopo aver trascorso oltre un mese in Canada, la San Giovanni il 15 ottobre lasciò Gaspé Basin per Rio de Janeiro, dove, una volta arrivata, rimase sino al 3 gennaio 1864, a sostegno della locale comunità italiana. Lasciate le Americhe, la San Giovanni giunse a Gibilterra l'8 aprile 1864 e, dopo una sosta per approvvigionamento, ne ripartì il 12 aprile, approdando infine a Genova undici giorni più tardi (altra fonte dà però il 12 aprile 1864 come data di rientro a Genova della nave).  Al ritorno da tale viaggio il comandante Faà di Bruno ricevette i complimenti del Ministro della Marina e la promozione a capitano di vascello di II classe, mentre la pirocorvetta venne temporaneamente messa in disponibilità.
Dopo un lasso di tempo trascorso in disponibilità oppure con impiego molto scarso, nella primavera-estate del 1866 la San Giovanni, agli ordini del capitano di fregata Felice Burone-Lercari, venne assegnata, con funzioni di rimorchio per le unità in legno, alla II Squadra (navi in legno) dell'armata d'operazioni, con la quale partecipò alle operazioni navali della terza guerra d'indipendenza nell'Adriatico. Non avendo nessun macchinista tra l'equipaggio, la pirocorvetta (come anche la pirofregata Vittorio Emanuele), partita da Taranto, poté arrivare ad Ancona, dove si era radunata la flotta, solo il 28 giugno 1866, tre giorni dopo il resto della squadra.
Dall'8 al 12 luglio la flotta italiana fu in crociera di guerra nell'Adriatico, senza tuttavia incontrare forze navali nemiche.
Nel primo pomeriggio del 16 luglio l'armata salpò da Ancona diretta a Lissa, dove di progettava di sbarcare. L'attacco ebbe inizio nella mattina del 18 luglio, con pesanti bombardamenti diretti contro le fortificazioni dell'isola: la San Giovanni venne impiegata come unità ripetitrice di segnali, mentre le altre unità della II Squadra (pirofregate Vittorio Emanuele, Maria Adelaide, Gaeta, Duca di Genova e Garibaldi), avrebbe dovuto bombardare le fortificazioni di Porto Manego, luogo prescelto per lo sbarco. In realtà solo la Vittorio Emanuele e la Maria Adelaide (nave di bandiera del viceammiraglio Giovan Battista Albini, comandante della II Squadra), eseguirono una peraltro blanda azione di bombardamento contro la batteria San Vito: la prima sparò un solo colpo con il cannone prodiero da 270 mm, mentre la seconda eseguì una singola bordata di quattordici pezzi, poi la squadra si ritirò richiamando anche la San Giovanni, decisione giustificata da Albini (che l'aveva presa dopo aver convocato tutti i comandanti sulla Maria Adelaide ed averli consultati) con la presenza di scogli affioranti e di una batteria precedentemente non individuata. Inoltre le fregate in legno, pur disponendo di portelli che consentivano una maggiore elevazione dei cannoni rispetto alle unità corazzate, si erano portate troppo sottocosta per poter efficacemente battere le batterie avversarie, la cui altitudine fu peraltro sovrastimata. Dopo aver cessato il fuoco Albini inviò la San Giovanni ad avvertire Persano che la Maria Adelaide era rimasta danneggiata, e che aveva sospeso l'azione. Secondo altra fonte la San Giovanni, il 18 luglio, partecipò al bombardamento delle fortezze di Porto Manego e Porto San Giorgio.
Nella mattina del 19 luglio, giunte di rinforzo le pirofregate Principe Umberto, Carlo Alberto e Governolo con una compagnia di fanteria, l'azione contro Lissa riprese. Nella giornata del 19 luglio le navi della II Squadra (giunta ora a comprendere tutte le unità in legno dell'armata, ovvero sette pirofregate ad elica e due a ruote, oltre ad una pirocorvetta ad elica), insieme alla flottiglia cannoniere del capitano di fregata Sandri (tre unità, più un avviso, un trasporto ed una nave ospedale), dapprima bombardarono i forti esterni di Porto San Giorgio, quindi effettuarono un tentativo di sbarco con 2.000 uomini a Porto Carober. Il tentativo di sbarco fallì in quanto il viceammiraglio Albini, vedendo le scialuppe con le truppe destinate allo sbarco bersagliate da un forte tiro di fucileria, ordinò di riprendere a bordo tutte le truppe.
All'alba del 20 luglio, ricevuto un rinforzo di 500 uomini (la forza da sbarco ammontava ora a 2.500-3.000 uomini), la II Squadra si portò nuovamente nelle acque di Porto Carober per ritentare lo sbarco, ma alle 7.50 del mattino, mentre lo sbarco era già in corso, sopraggiunse la squadra navale austroungarica agli ordini del viceammiraglio Wilhelm von Tegetthoff: ebbe così inizio la battaglia di Lissa, conclusasi con una drammatica sconfitta della flotta italiana. L'ammiraglio Albini ordinò di sospendere lo sbarco e di reimbarcare in fretta le truppe, facendo rientrare le scialuppe e facendole prendere a rimorchio dalle cannoniere di Sandri: il reimbarco fu tuttavia frettoloso e non pochi equipaggiamenti vennero abbandonati e caddero quindi in mano nemica. Inoltre, Albini perse tempo a recuperare le scialuppe, compito che, secondo gli ordini, avrebbe dovuto essere di competenza della sola flottiglia Sandri. Nei piani di battaglia del comandante l'armata, ammiraglio Carlo Pellion di Persano, la II Squadra avrebbe dovuto seguire e supportare il gruppo delle corazzate, composto dalle squadre I e III con, in quel momento, dieci unità, ma Albini, che aveva rancori nei confronti di Persano, procedette così lentamente da restare molto distanziato, quindi non partecipò minimamente alla battaglia, lasciando le dieci corazzate di Persano a battersi da sole contro l'intera flotta austroungarica (26 unità). Se si eccettua l'iniziativa dei comandanti della Principe Umberto e della Governolo, che lasciarono il loro posto nella II Squadra per accorrere in aiuto delle corazzate ma vennero presto richiamati indietro, la II Squadra rimase del tutto inattiva per tutta la durata della battaglia, che vide la perdita, da parte italiana, delle unità corazzate Re d’Italia e Palestro. Dopo un tentativo di contrattacco ordinato da Persano ma seguito da due sole unità, e pertanto subito abortito, la battaglia si concluse verso le 14, anche se la flotta italiana rimase ad incrociare sul posto sino a sera, quando Persano ordinò infine di rientrare ad Ancona. La San Giovanni, che mantenne il posto assegnatole nella formazione senza prendere iniziative, non ebbe pertanto ruolo alcuno nella battaglia, assistendovi senza intervenire unitamente alle navi della II Squadra.
Successivamente a Lissa l'armata venne sciolta, e tutte le navi in legno furono fatte rientrare a Taranto. Il 19 settembre 1866 la San Giovanni venne mandata a Palermo, ove sbarcò la propria compagnia da sbarco, che prese parte alla repressione della rivolta scoppiata nella città siciliana.
Nel dicembre 1866 la nave si arenò nei pressi della punta del Faro, fuori Messina: grazie all'intervento della pirocorvetta a ruote Tancredi, la San Giovanni poté essere disincagliata senza problemi e trainata nel porto di Messina.
Nel 1867 la pirocorvetta, agli ordini del comandante Viguna, venne assegnata alla Squadra Permanente, mentre nel gennaio 1869 fu messa in disponibilità a Napoli. Nello stesso 1869 la San Giovanni venne inviata nelle acque della Spagna, per difendere i cittadini italiani in Spagna durante la rivoluzione in corso nel Paese iberico.
Nell'agosto del 1869 la San Giovanni s'incagliò sui bassi fondali tra Malamocco ed il Lido di Venezia: solo il 19 agosto, dopo alcuni giorni di sforzi, che resero necessaria la rimozione di armamento, ancore ed altro materiale per alleggerire la nave e diversi tentativi di disincaglio da parte della pirocorvetta Tripoli, fu possibile liberare la nave.
Nel 1870 la pirocorvetta divenne nave ammiraglia dipartimentale per poco tempo, quindi venne disarmata sino al 1873, quando venne rimessa in servizio ed inviata in Adriatico come nave scuola Mozzi, toccando, tra l'altro, Ancona e Venezia.
Disarmata definitivamente a La Spezia nel luglio 1874 e radiata con Regio Decreto n. 2423 il 31 marzo 1875, l'ormai vecchia pirocorvetta venne avviata alla demolizione, che ebbe inizio a La Spezia nel febbraio 1877. La polena della San Giovanni, raffigurante il santo da cui la nave prendeva il nome, è conservata presso il Museo Tecnico Navale di La Spezia.